# Harvey Hart
Harvey Hart (* 30. August 1928 in Toronto; † 21. November 1989 ebenda) war ein kanadischer Filmregisseur und -produzent.
Harvey Hart begann 1952 als Regisseur und Produzent beim kanadischen Rundfunksender CBC. 1963 übersiedelte er in die USA und arbeitete an verschiedenen Fernsehserien, unter anderem Ben Casey, Raumschiff Enterprise, Laredo und Columbo (Regie in vier Folgen 1974–1976).
Später stand er in den USA und Kanada mehr für eigenständige Produktionen hinter der Kamera, so 1981 für die Miniserie Jenseits von Eden (nach John Steinbeck), die zwei Golden Globes gewann (Beste Miniserie, Beste Hauptdarstellerin) sowie zudem für vier Emmys nominiert war und dem Art Director Ray Storey für das Szenenbild den Emmy einbrachte. 1976 gewann Harvey Hart den Kanadischen Filmpreis für die beste Regie im Film Goldenrod. Der 98-minütige Fernsehfilm The Aliens Are Coming erschien 1980, kam aber nicht in die Kinos. Im für das Fernsehen unter seiner Regie entstandenen Filmdrama Der Callgirl Club (1986) waren unter anderem Faye Dunaway, Melody Anderson und Donna Dixon zu sehen.
Im Jahr 1989 startete Harvey Hart die Fernsehserie Christine Cromwell, bei der er neben Leo Penn und E. W. Swackhamer auch Regie führte. Er starb jedoch bald nach Beginn der Produktion an einem Herzinfarkt.